# ATC-kod M: Rörelseapparaten
ATC-kod M: Rörelseapparaten är en del av klassificeringssystemet ATC (Anatomical Therapeutic Chemical Classification System) för läkemedel och vissa andra medicinska produkter. ATC utvecklas av WHO och består av alfanumeriska koder indelade i grupper utifrån anatomi, medicinsk funktion och läkemedelstyp på 5 olika kodnivåer. Denna sida listar innehållet i en specifik grupp på den första nivån.

## M Rörelseapparaten
M01 Antiinflammatoriska och antireumatiska medel
M02 Utvärtes medel vid led- och muskelsmärtor
M03 Muskelavslappande medel
M04 Giktmedel
M05 Medel för behandling av skelettsjukdomar
M09 Övriga medel för sjukdomar i rörelseapparaten

### Engelska
- WHO Collaborating Centre for Drug Statistics Methodology - ATC Index
- WHO Collaborating Centre for Drug Statistics Methodology - ATCvet Index

### Svenska
- SIL online
- FASS.se - ATC
- FASS.se - Veterinär-ATC
- Sök läkemedelsfakta - Läkemedelsverket
- Socialstyrelsen : Klassifikationer
- Nationellt produktregister för läkemedel - NPL